# Montesano Salentino
Montesano Salentino község (comune) Olaszország Puglia régiójában, Lecce megyében.

## Fekvése
A Salentói-félsziget déli részén fekszik.

## Története
A település eredete a 14. századig nyúlik vissza. A D’Aragona nemesi család birtoka volt, majd a Marullik szerezték me. 1928-ban Miggiano része lett, önállóságát 1947-ben nyerte el.

## Népessége
A népesség számának alakulása:

## Főbb látnivalói
- Santa Maria dell’Immacolata Concezione - a 15. században épült, majd a 19. század elején barokkosították. A templomban őrzik a település védőszentjének, Szent Dónátnak a relikviáit.
- San Donato-templom - a 18. század végén épült barokk stílusban.
- Santa Maria dell’Addolorata-templom
- Santa Maria della Consolazione-templom
- Palazzo Bitonti